# 井川ゆい
井川 ゆい（いがわ ゆい、1984年2月8日 - ）は、日本の元AV女優。バルドエージェンシー所属。
出身地:埼玉県。血液型:B型。趣味・特技:旅行、そろばん（2級）、バドミントン

## 略歴・人物
2009年にAVデビュー。
2011年2月7日で公式ブログが突然閉鎖されたが、所属事務所をサンライズエージェンシーからバルドエージェンシーへ移籍して活動を継続。なお、バルドエージェーンシー所属となってからのプロフィールは、生年月日が1984年3月3日、出身地が秋田県、血液型がO型となっている。
2011年11月11日にツイッターで引退を表明した。

## 出演作品

### アダルトビデオ
2009年
- エロ一発妻 AVに応募してきた主婦たち 21（6月11日、プレステージ）
- 先生のいやらしい営み（8月13日、オーロラプロジェクト）
- 元モデルが､度肝を抜く程､アエギました。「全身性感の訴え」（9月13日、百花美人）
- 微乳A とっても感じる小っちゃいおっぱい（10月5日、ドリームチケット）
- 私、とにかくイキやすいんです…。 イキやすくて40回もイキました…。（10月7日、オーロラ・プロジェクト）
- 覗き見られた団地妻（10月20日、スターパラダイス）
- 今日、あなたの妻が浮気します。 お泊り温泉旅行 27歳〜さおりの場合（10月31日、光夜蝶）
- 今からキレイなお姉さんが絶叫します（11月13日、百花美人）
- 若妻の疼き 他人棒に狂う寝取られ妻（11月19日、ヒビノ）
- 「あなた見ないで…」 旦那の前で抱かれる人妻。借金返済の為に… 2（11月22日、光夜蝶）
- 性欲処理専用 いいなりレンタル妻 2（12月3日、グローリークエスト）
- 酔娘伝 第九章（12月7日、桃太郎映像出版）オムニバス作品 他出演:稲見亜矢、石原ここ、倉持あゆみ ほか
- 即フェラ&即入されて本気ゴックンでイキまくる美脚OL 【携帯電話メーカー勤務4年目】（12月11日、アップス）
- 井川ゆい式早漏チ○ポ強化合宿（12月19日、アキノリ）
- イク時はヤバいヤバい!（12月19日、乱丸）

2010年
- 20センチ少年（1月5日、NON）
- 秘蜜愛撫 こっそりヌルヌルオマ○コと勃起チ○ポを触りあう男と女（1月7日、グローリークエスト）他出演:つぼみ、黒木麻衣、立花みずき、妃悠愛、花木あのん、小峰ひなた
- 一妻多夫 〜私はデブ・調教師・ジジィの共有妻〜（1月13日、MOODYZ）
- 白衣の天使と性交（1月15日、ドリームチケット）
- みるスポ!（1月19日、みるきぃぷりん♪）
- 無類の鼻フェチ（1月21日、稀有）他出演:真白希実、森谷みう、麻美らん、水城奈緒、RUMIKA、平山みな
- 昼下がりの不倫オフィス（1月25日、美）
- 麗しの奥さん 【四】 性に飢えた人妻の淫らな昼下がり（2月4日、アイエナジー）
- 嬉し涙が溢れるイラマ 喉を鳴らしてむせび泣く女（2月5日、NON）他出演:鷹宮りょう、篠めぐみ、つぼみ、伊東菜々、姫乃杏樹、水咲ゆい、杏あづさ、宮崎美々、美咲りん
- 不倫旅行の宿先で…。 （2月7日、マドンナ）
- 狂おしき接吻と情交 新妻と義父（2月18日、ヒビノ）
- 腋舐めレズ（2月18日、稀有）共演:鈴木ありす 他出演:麻美らん、加藤ゆめ、風谷音緒、芽衣奈、橘美穂、前澤有実
- 卑猥なマドンナ ゆい 旅へ（2月27日、HMJM）
- 空前の視聴率! 放送コードギリギリ!? キー局人気 女子アナにブッカケ生中継（3月4日、アキノリ）共演:加藤はる希、森山みき、小森涼、小野紗里奈、星崎アンリ、橘美穂
- 完全着衣性交 着たままハメるセックス（3月15日、ワープエンタテインメント）
- 私、井川ゆいはキモメンなんかに何をされても感じません!（3月18日、アキノリ）
- 乳首の弱いカノジョと僕が、互いに乳首を責めあいました。 3（4月15日、ワープエンタテインメント）他出演:RUMIKA、桐原あずさ、木下あげは、月島うさぎ、篠めぐみ、竹内結、紗奈、神崎レオナ、茉莉花、灘坂舞
- レズWキャスト（4月22日、ディープス）共演:妃悠愛
- 井川ゆいのオナニー練習（4月22日、AROUND）
- 人との距離は3m! だからこそ興奮する! 喘ぎ声が聞こえるかもしれない公衆の面前でこっそりハメる（5月13日、アキノリ）他出演:森山みき、加藤はる希 ほか
- 人妻中出しパンティーストッキング（5月19日、イエロー）共演:柳田やよい
- 奥様は読者モデル（5月19日、エマニエル）
- 素人四畳半生中出し 人妻 絵美 34歳 アクメ顔卑猥な近所の奥様（5月31日、プラム）
- 美人塾講師凌辱 拒む心、悦ぶ躰。（6月7日、アタッカーズ）
- Working Woman's Legs 06 有名音大卒現役ピアノ講師（6月11日、青空ソフト）
- ［体験型プライベートAV］ 人妻があなたの部屋にやってくる! Episode 04（6月25日、アテナ映像）
- 弟の美乳嫁（6月25日、マドンナ）
- 親父の愛人（7月1日、ヴィーナス）
- 微乳淑女（7月19日、ドグマ）
- 今日、私の妻貸します（7月20日、ピーターズ）
- ちっちゃいおっぱいのパイズリ×セックス（7月22日、SODクリエイト）
- 幻母 息子の視線に疼く母（8月1日、ヴィーナス）
- グローブ手コキ（8月1日、Fetishist）他出演:月野りさ、松すみれ、つぼみ、小泉麻耶、モカ、葉山潤子、RUMIKA、稲見亜矢、妃悠愛、大沢美加、和葉みれい
- 熟れ時レズビアン 誘惑人妻と家政婦のエロい舌（9月19日、アンナと花子）共演:管野しずか
- 愛憎の美人姉妹レズビアン 〜憎しみが生んだ姉妹の性愛〜（9月25日、マドンナ）共演:鈴音りおな
- 10周年プレミアム作品 三姉妹近親レイプ 父親に犯された娘たち（10月10日、グローバルメディアエンタテインメント）共演:櫻井ゆうこ、伊沢美春
- 禁親相姦 介護（10月18日、グラフィティジャパン）共演:花村いづみ
- SOFT ON DEMAND 秘技伝授 【完全保存版】 女をイカせる「秘技電マ授」電マ入門編＋全シリーズ総集編 Special Disc（10月21日 SODクリエイト）共演:小澤マリア、堀口奈津美、桃咲まなみ、純奈みなみ ※（モバデンセット特別限定版）と（通常版）の2種類あり
- 上京した僕を心配する母に頼まれて様子を見に来た幼馴染がとても可愛くなっていて思わず興奮した僕は…（10月21日、DOC）他出演:新山ゆきみ、麻井香織
- 結果 ギャルのお股はユルイ!逆ギレ万引きギャルが「警〇に通報するぞ」の一言で、「何でもします」と態度を変えるので、「じゃあパンツを見せろ」と言うとブラまで見せるので勃起してしまい…（11月5日、BOKKI BOKI）他出演:高倉舞
- 背徳相姦遊戯 義父と嫁 #03（11月10日、グローバルメディアエンタテインメント）
- 手コキ目線（11月15日、NON）他出演:篠めぐみ、結城みさ、天使つばさ、このは、妃乃ひかり、つぼみ
- S-Cute Bookmark 01 美女限定コレクション（12月1日、S-Cute）他出演:あづみ、稲見亜矢、さやか
- もうザーメン無しじゃ生きていけない… 私の口に大量にぶっかけて下さい。（12月3日、映天）
- 官能美熟女ドキュメント あの、井川ゆいが素人童貞君宅に訪問して筆下ろし!（12月15日、スターパラダイス）
- センズリを見たがる淫らな美熟女 VOL.4（12月15日、虎堂）他出演:音和礼子、美神あおい、宮内恋、西川紗希

2011年
- 乱れる人妻（1月14日、Nadeshiko）
- 手を使わないフェラチオ 6（1月21日、オフィスケイズ）他出演:白川ゆり、篠原奈美、北原夏美、浅井千尋、結城みさ、芦名紗希
- 熟尻ディルドオナニー Vol.2（1月21日、虎堂）他出演:神崎レオナ、結城みさ、音和礼子、百合菜穂子
- 母は目覚ましフェラ時計（1月25日、ネクストイレブン）他出演:五月峰子、相原みき、石田れいな、大隈恵令奈、宮内静子、翼祐香
- 元モデルって言えばAVで有名になれるんですか? 人妻ですけど性欲が凄いんです! こんな女で大丈夫?（2月18日、虎堂）
- 勃起したチンポを見てたら我慢できずに思わず本番しちゃった回春マッサージ店のスケベな若妻たち 第6章（2月18日、映天）他出演:神崎レオナ、結城みさ、音和礼子、百合菜穂子
- 高速マシンガンフェラ 2（2月18日、オフィスケイズ）他出演:神崎レオナ、桃井早苗、杉原えり、百合菜穂子、里谷あい
- 美人OLの激臭蒸れ蒸れストッキング（3月5日 フリーダム）共演:水嶋あずみ、坂本望、相葉りか
- チビマネージャーをイジメる長身モデル（3月5日 フリーダム）共演:水嶋あずみ、坂本望、相葉りか
- 美人妻連続フェラチオ Vol.2（3月18日、虎堂）他出演:里谷あい、本条直子、大隅恵令奈、城内ヒカル
- 美熟女があなたに語りかけながらオナニー（3月18日、虎堂）他出演:神崎レオナ、里谷あい、早見るり、石田れいな、桃井早苗
- 強制女装娘 3 「アナタ、今日から女の子ね。」（3月20日、レイディックス）他出演:河愛杏里、城山梓、大槻ひびき、徳澤すみれ、青山ひろみ
- 潮吹きオナニーの虜 01（3月20日、プールクラブ・エンタテインメント）他出演:大槻ひびき、メグ、斉藤らむ、大塚麻衣、白井仁美
- こだわりの手コキ 人妻編 10（3月25日、隼エージェンシー）他多数出演
- ぴったりパンツを華麗に穿きこなす長身の女達（4月5日、フリーダム）共演:水嶋あずみ、坂本望、相葉りか
- 義父とのセックス入浴 〜私が拒絶できない理由〜（4月19日、ファーストスター）他出演:風見渚、甲斐ミハル ほか
- RADIX48 2ndシーズン 恥ずかしい おしっこ 480分 美少女48人の聖水（4月20日、レイディックス）他47名出演
- 許して、あなた… 罠にはめられた若妻たち（4月21日、ヒビノ）共演:松すみれ
- 膣内爆射×あなたの精子がほしいの 2（5月1日、ワンズファクトリー）
- 絶対に手を出してはいけない相手をレズ夜這い 2（5月7日、アキノリ）共演:しずく 他出演:成瀬心美、橘美穂、秋本ゆいか、愛音麻友、若葉くるみ、可愛りん
- バレないように上司の不倫相手とやっちゃった俺（5月19日、アキノリ）他出演:琥珀うた、前田陽菜、園田ユリア
- ワキ臭大量ザーメン 3（5月20日、レイディックス）他出演:あずみ恋、河愛杏里、宮崎アンナ、城山梓、杉原えり
- フェラコレ熟女編 9（5月25日、隼エージェンシー）他多数出演
- 家内のブラが浮いている（6月16日、タカラ映像）
- 発汗女 2（6月18日、稀有）他出演:大槻ひびき、羽月希
- 美人妻 PREMIUM 井川ゆいBEST（6月20日、スターパラダイス）※総集編
- 陵辱・拘束・中出し 性奴隷お嬢さま 【姉・千佳篇】（7月7日、桃太郎映像出版）共演:有村千佳、飯倉美奈子
- 素人 酔った人妻に生中出し 020（7月15日、プラム）
- 「熟女の口はもっと嘘をつく。」 熟雌女anthology #071（7月22日、アウダースジャパン）
- 催眠 赤 DX 45 ドキュメント編（8月19日、アウダースジャパン）
- 催眠 赤 DX 45 スーパーmc編（8月19日、アウダースジャパン）
- 催眠 赤 DX 45 スーパーコンプリート編（8月19日、アウダースジャパン）
- 満員電車で触られても感じず チ○ポを入れたら急に発情する真面目娘（9月8日、ナチュラルハイ）他出演:坂野由梨、愛音まひろ ほか
- ディープレズビアン 秘め百合覚醒 3（9月23日、クリスタル映像）共演:北条麻妃、優木さや、愛音麻友
- 不覚にも嫁を保険屋に寝盗られた（11月3日、タカラ映像）共演:橘ひなた
- 満員電車で痴漢されガニ股でイキ続ける痙攣女 3（11月5日、ナチュラルハイ）他出演:三浦まい、黒木麻衣 ほか
- 管野しずかの卑猥な舌使いを堪能しながら井川ゆいのま○こを味わい尽くすエロ羨ましすぎる3Pセックス（12月25日、アロマ企画）共演:菅野しずか

2012年
- 美・キャリアウーマン（1月1日、ワンズファクトリー）
- モデルからAV女優に転身した「井川ゆい」さん ちなみに最近はどうですか?（1月1日、えっちな娘）
- 濡れる不倫温泉（3月23日、Nadeshiko）他出演:平松恵理香、石倉えいみ、立花瑞希
- 「このオンナ、最上級。」 04（4月20日、ONCE）

2013年
- Best of 井川ゆい（3月8日、アウダースジャパン）※総集編